# Витамин А
Витамин А се съдържа само в организма на човека и животните. В растенията се синтезират каротени, негови провитамини. Витамин А се среща в две главни форми: витамин А1(ретинол1)-C20H29OH, съдържащ се в тъкани на бозайници и морски риби (главно в черния дроб), и витамин А2(ретинол2)-C20H27OH – в черния дроб на пресноводни риби. И двата са изопреноидни съединения, състоящи се от шестчленен въглероден пръстен (β-йононов пръстен) и странична верига с 11 въглеродни атома, със спрегнати двойни връзки (в транс-конфигурация). Структурата на витамин А2 (3-дехидроретинол) се отличава от тази на витамин А1 само по присъствието на допълнителна двойна връзка (между въглеродните атоми 3 и 4 на β-йононовия пръстен).

## Функции
Като важна функция на витамин А се счита поддържането изобщо на епителната тъкан. В негово отсъствие нормалният секретиращ епител се замества от изсушен, кератинизиран епител, който е по-податлив на инфекции. Ксерофталмията представлява кератинизация на очната тъкан, която може да прогресира до ослепяване и е късен резултат от липса на витамин А. Ксерофталмията е главната причина за ослепяване при децата. Счита се, че витамин А е необходим за нормалната биосинтеза на мукополизахаридите. Напоследък е установена връзка между витамин А и стабилността на мембраните (на лизозомите, митохондриите и еритроцитите).
Ранен симптом на недостатъчност на витамин А при човек е т.нар. кокоша слепота, при която се нарушава нормалната функция на пръчиците на ретината (зрителни рецептори, чувствителни към слаба светлина).

## Механизъм на действие
Механизмът на общото действие на витамин А не е още изяснен. Единствената добре установена биохимична функция на витамин А е ролята му в зрителния процес. При навлизането в ретината ретинолът от кръвната плазма се освобождава от неговия белтъчен носител, след което в клетките на ретината се образува естер на ретинола с мастни киселини. При това се извършва твърде ефективен процес на концентриране на витамин А в окото. Ретиноловият естер се подлага на хидролиза и освободеният ретинол се окислява чрез НАД+ в реакция, катализирана от специфична дехидрогеназа, при което се получава физиологично активният алдехид ретинал. Въпреки че равновесното положение на ретинолхидрогеназната реакция не благоприятства получаването на ретинала, процесът се изтегля към него, тъй като той образува бързо светлинно чувствителни комплекси с опсините, белтъци на пръчиците и колбичките на ретината. Окислението на ретинола продължава до насищане на опсините. Пигментът на пръчиците, който е най-добре изследван, е наречен родопсин (по-рано наричан още зрителен пурпур). За образуването на пигмента е необходимо превръщането на all-trans ретинала в 11-cis-ретинал. Белтъкът опсин се свързва само с cis-изомера, за да образува хромопротеина родопсин. При това алдехидът се свързва с шифова база с лизилов остатък на белтъка. Адсорбцията на светлина дава начало на серия от конформационни промени в родопсина, които предизвикват протонни промени поради намаление в йонизационните константи на някои от участващите групи. Процесът се потиква от едновременната промяна в конфигурацията на свързания ретинал до all-trans-форма, която има слаб афинитет към опсина. Тъй като недостатъчността на витамин А повлиява на всички тъкани на бозайниците, а не само ретината, се приема, че витамин А играе обща роля в транспорта на Ca2+-йони през мембрани аналогично на ролята му в клетките на пръчиците на ретината.

## Странични ефекти
Ретинолът е токсичен, когато се приема в излишък. Отдавна е познато отравянето при консумирането на черен дроб на полярна мечка, който съдържа повече от 30 микромола ретинолов естер на 1 g тъкан.